# ام‌اس‌سی مونتری
ام‌اس‌سی مونتری (به انگلیسی: MSC Monterey) یک کشتی است که طول آن ۲۷۵ متر (۹۰۲ فوت) می‌باشد. این کشتی در سال ۲۰۰۸ ساخته شد.